# Kajene
Kajene är ett periodiskt vattendrag i Burundi.   Det ligger i provinsen Ngozi, i den norra delen av landet, 80 kilometer nordost om huvudstaden Bujumbura.
Omgivningarna runt Kajene är en mosaik av jordbruksmark och naturlig växtlighet. Runt Kajene är det tätbefolkat, med 570 invånare per kvadratkilometer.